# Lumnitzer-szegfű
A Lumnitzer-szegfű (Dianthus plumarius subsp. lumnitzeri) a szegfűvirágúak (Caryophyllales) rendjébe, ezen belül a szegfűfélék (Caryophyllaceae) családjába tartozó Dianthus plumarius egyik alfaja.
Magyarországon védelem alatt áll.

## Élőhelye
Mészkedvelő mészkő-, dolomit-, bazaltsziklagyepek faja.
Előfordulása a Budai-hegység, Pilis, Bakony, Balaton-felvidék, valamint a Keszthelyi-fennsík.

## Leírása
Lazán gyepes, 15-20 centiméter magas, illatos virágú évelő. A meddő hajtások levelei 2-3 centiméter hosszúak, 1-2 milliméter szélesek, szürkészöldek vagy szürkék. A levelek szálasak, puha tapintásúak, hirtelen csúcsba keskenyedők, élük érdes.
A szár négyszögletes, 3-5 (néha több) pár levelű, 1-3 virágú. A szirom fehér, körülbelül a feléig sallangos, hosszú rojtú. A csésze 20-30 milliméter hosszú és körülbelül 4 milliméter széles. A csésze pikkelyei zöldek vagy piroslók, a csésze harmadáig vagy negyedéig érnek.
Július-szeptember között virágzik.
A hazai fehér szegfüvek meghatározása sokszor nem könnyű feladat, rendszertani helyük, morfológiájuk további kutatásokat igényel.